# Litoria nasuta
Litoria nasuta, llamada striped rocket frog en inglés, es una especie de anfibio anuro del género Litoria de la familia Hylidae. 

## Distribución geográfica
Se halla sobre todo en zonas costeras desde el norte de Australia Occidental hasta los alrededores de Gosford (Nueva Gales del Sur); más al sur aún, existe una población aislada en el suburbio llamado Avalon, de Sídney. Habita también en las tierras bajas meridionales y en la península del sureste de Papúa Nueva Guinea.
Esta rana puede crecer a 4.5 cm de largo. Tiene un cuerpo largo y una nariz puntiaguda y solo una pequeña membrana entre los dedos de las patas. Es de color marrón con rayas negras y otras marcas negras. Tiene crestas en el dorso.
Es conocida por ser capaz de saltar muy lejos, hasta 4 metros.  Tiene más cartílago en los dedos de los pies que la mayoría de las ranas, lo que puede ser la razón por la que salta tan bien.
Esta rana pone de 50 a 100 huevos a la vez.  Las hembras ponen huevos en grupos que flotan sobre el agua.  Los renacuajos pueden convertirse en ranas en 6 meses.